# Joseph Bowers
Joseph Bowers, detto Dutch (Rohrbach in Oberösterreich, 18 febbraio 1897 – Alcatraz, 27 aprile 1936), è stato un criminale statunitense.

## Biografia
Nato in Austria come Josef Ebner, si trasferì ben presto con la famiglia negli Stati Uniti, dove fin da giovane compì qualche piccolo reato. Nel 1931, venne arrestato per rapina in ufficio postale, al quale seguì una condanna a 25 anni di carcere. Dopo aver soggiornato presso il penitenziario dell'Isola di McNeil e poi presso il penitenziario federale di Leavenworth, nel 1934 venne trasferito nella nuova prigione di Alcatraz. Definito da molti detenuti come un carcerato pazzo, tentò di suicidarsi nella sua cella un anno dopo il suo arrivo.
Il 27 aprile 1936, Bowers cominciò a lavorare presso l'inceneritore dei rifiuti della prigione. Quello stesso giorno, invece di ritornare in prigione, si diresse verso la rete metallica circostante. Le guardie gli ordinarono di fermarsi due volte ma, al suo rifiuto, spararono due colpi di avvertimento finché non giunse al recinto, per poi scalarlo e lasciarsi cadere sull'altro lato. Le guardie continuarono a sparare e lo colpirono al collo ed alla coscia. Indebolito dalle ferite riportate, fu colpito da un'altra pallottola che gli trafisse un polmone e, quindi, morì capitombolando giù da una rupe alta circa 20 m.
Alcuni detenuti credettero che il tentativo di fuga di Bowers fosse stato un suicidio intenzionale. 
Bowers è a tutt'oggi considerato il primo carcerato di Alcatraz ad aver tentato di evadere.
Il corpo di Bowers oggi soggiorna presso l'Olivet Memorial Park di Colma, California.